# Eric Stefani
Eric Matthew Stefani (Anaheim, California, 17 de junio de 1967) es un cantante de música pop, compositor, escritor y animador en la serie animada Los Simpson. Fue uno de los fundadores de la banda No Doubt, junto con su hermana Gwen Stefani (actual vocalista). Fue nominado para un premio Grammy.

## Biografía
Stefani asistió a la Escuela Secundaria Loara en Anaheim, California. En sus primeros años luego de dejar la escuela, trabajó con su hermana Gwen y John Spence; los tres más tarde formaron la banda No Doubt.

## Trayectoria
El grupo cambió varias veces de miembros, y en sus comienzos dieron conciertos en vivo en Fenders Ballroom en Long Beach. El grupo pronto comenzó a componer material original, mucho del cual fue obra de Eric. Éste abandonó la banda luego de que el álbum que los precipitaría a la fama, Tragic Kingdom, fuese grabado, pero luego de su lanzamiento, él y Gwen fueron nominados a los Premios Grammy de 1998 en la categoría Canción del Año.
Eric, mientras asistía a la Universidad Cypress y trabajaba en la banda, comenzó a desempeñarse como animador junto con el director de caricaturas John Kricfalusi y con Lynne Naylor, trabajando en Mighty Mouse: The New Adventures, Beany and Cecil y realizando la secuencia de apertura de Troop Beverly Hills. Estos trabajos llevaron a Eric a trabajar en The Bob Clampett Studio para Ruth Clampett, en donde trabajó con 35 mm de película de la animación original de las caricaturas de Bugs Bunny y Porky Pig para crear material inédito. Durante ese tiempo, Clampett le dijo a Eric que se estaba desarrollando un nuevo proyecto, para saber si estaba interesado. El proyecto era la creación de la serie animada Los Simpson. 
Eric recientemente ha trabajado en la animación de un corto titulado "Frisbee" (2007), lanzado el 27 de junio de 2007, y también ha creado una serie de álbumes como solistas, el primero de los cuales se titula "Let's Ride Horses" (2007).

## Otros programas animados
- Ren and Stimpy (1994) (Dirigido por Chris Reccardi)
- Edith Ann: A Few Pieces of the Puzzle (1992)
- Troop Beverly Hills (secuencia de apertura) (1989) (Dirigido por John K.)
- Honey, I Shrunk the Kids (títulos de apertura) (1989) (Dirigido por Bill Kroyer)
- Clampett Studio collections (1989–1990)
- Tommy Pickles and the Great White Thing (1991) (Dirigido por Peter Chung)
- The New Beany and Cecil Show (1989) (Dirigido por Jim Smith)
- Mighty Mouse: The New Adventures (1988) (Dirigido por Kent Butterworth)

## Trabajos como diseñador
- Indumentaria de No Doubt
- Indumentaria de Buckwheat
- Indumentaria de Marilyn Monroe
- Indumentaria de Oliver North